# Catophractes
Catophractes D.Don es un género monotípico de árboles pertenecientes a la familia Bignoniaceae. Su única especie, Catophractes alexandri, es originaria de Sudáfrica en el Kalahari.

## Descripción
Es un arbusto erecto espinoso, que alcanza un tamaño de 100 - 150 cm de altura, ramificado desde la base, las ramas  glabras, con hojas simples, fasciculadas, densamente tomentosas; con largo pecíolo. Las flores laterales, fasciculadas; el fruto en forma de cápsula con semillas; hialinas aladas.

## Taxonomía
Catophractes alexandri fue descrita por David Don  y publicado en Proceedings of the Linnean Society of London 1: 4. 1839.
Etimología
alexandri; epíteto otorgado en honor del naturalista, explorador y militar británico James Edward Alexander.
Sinonimia
- Catophractes kolbeana Harv.
- Catophractes welwitschii Seem.[3][4]